# Товстун (бомба)
Товстун (англ. Fat Man, також відомий як Mark III) — кодова назва атомної бомби з плутонієвим зарядом, що була скинута на місто Наґасакі, Японія, 9 серпня 1945 року. Товстун був другою атомною бомбою, коли-небудь застосованою у бойових діях, та третьою створеною атомною бомбою у світі. Очікувалося, що ще одна атомна бомба «Товстун» буде готова до використання 19 серпня, через десять днів після бомбардування Нагасакі, однак капітуляція Японії 15 серпня першою призвела до завершення війни. Ця бомба є найпотужнішою зброєю, яка коли небудь була використана у бойових діях.

## Розробка
У 1944 році, ще до випробувань першої атомної бомби, США почали підготовку до атомного бомбардування. На авіаційному заводі у штаті Небраска було замовлено 15 важких бомбардувальників В-29 зі зміненою конструкцією. Для того, щоб максимально зменшити вагу літаків, з них було знято всю броню та зброю, за винятком кулемета в задній частині літака. Завдяки змінам, такі літаки могли злітати на висоту 12 км, і бути недосяжними для японської авіації. Для атомних бомб «Малюк» та «Товстун», було вибрано чотири цілі: міста Хіросіма, Наґасакі, Кокура та Нііґата. Остаточне рішення щодо цілей мало бути ухвалено в день скидання бомб.

## Скидання
9 серпня, 1945 року, об 11:01 на місто Наґасакі було скинуто американську атомну бомбу. Бомба відхилилась від запланованого епіцентру вибуху на 2 км, однак це не сильно знизило руйнування. Від вибуху загинуло 73 тис. людей. Пізніше від радіації загинуло ще 35 тис.